# Однажды в Мексике
«Однажды в Мексике» (англ. Once Upon a Time in Mexico) — американский боевик 2003 года, снятый режиссёром Робертом Родригесом как завершающий эпизод его «Мексиканской трилогии»,в которую также входят фильмы «Музыкант» и «Отчаянный». Роль Музыканта, как и в предыдущем фильме трилогии, сыграл Антонио Бандерас. Также в фильме сыграли Сальма Хайек, Джонни Депп, Уиллем Дефо, Микки Рурк, Ева Мендес, Энрике Иглесиас и Рубен Блэйдс.
Слоган фильма: Время пришло.

## Сюжет
В центре сюжета вновь оказывается Музыкант, которого вербует агент ЦРУ Сэндс для убийства генерала Маркеса, которого Музыкант считает виновным в смерти своей жены и ребёнка, и которого мексиканский наркобарон Армандо Барильо нанимает для убийства президента.
Также Сэндс нанимает бывшего агента ФБР Хорхе Рамиреса для убийства Барильо, поскольку Рамирес мечтает отомстить за смерть напарника, погибшего от рук Барильо и доктора-садиста Гевары.
Также он нанимает агента Ахедрес для слежки за Барильо. Однако информаторы начинают нацеливаться на самого Сэндса (а в одном случае на Музыканта). В день последней схватки Сэндса захватывают люди Барильо и ослепляют его. Но даже незрячим он продолжает сражаться с наркокартелем.
Музыкант вызывает на помощь двух своих друзей. Они спасают президента, сбегая с ним из его дворца. Музыкант убивает Маркеса и мстит за смерть близких, в то же время Рамирес стреляет в Барильо, но не убивает его. Появившийся Музыкант двумя выстрелами добивает Барильо.

## В ролях
| Актёр              | Роль                      |
| ------------------ | ------------------------- |
| Антонио Бандерас   | Музыкант                  |
| Джонни Депп        | Шелдон Сэндс              |
| Сальма Хайек       | Каролина                  |
| Микки Рурк         | Билли Чемберс             |
| Рубен Блэйдс       | Хорхе Рамирес (Агент ФБР) |
| Ева Мендес         | Ахедрес                   |
| Дэнни Трехо        | Кукуй                     |
| Марко Леонарди     | Фидео                     |
| Энрике Иглесиас    | Лоренсо                   |
| Чич Марин          | Белини                    |
| Уиллем Дефо        | Армандо Барильо           |
| Херардо Вихиль     | Генерал Эмильяно Маркес   |
| Хулио Оскар Мечосо | Николас                   |

## Саундтрек
1. «Malagueña» (Brian Setzer) — 4:22
2. «Traeme Paz» (Patricia Vonne) — 2:56
3. «Eye Patch» (Alex Ruiz) — 1:51
4. «Yo Te Quiero» (Marcos Loya) — 3:48
5. «Guitar Town» (Robert Rodriguez) — 2:04
6. «Church Shootout» (Robert Rodriguez) — 1:38
7. «Pistolero» (Juno Reactor) — 3:38
8. «Me Gustas Tu» (Manu Chao) — 3:49
9. «Sands (Theme)» (Джонни Депп) — 3:24
10. «Dias de Los Angeles» («Del Castillo») — 5:08
11. «The Man With No Eyes» (Robert Rodriguez) — 2:09
12. «Mariachi vs. Marquez» (Robert Rodriguez) — 1:33
13. «Flor del Mal» (Tito Larriva) — 3:13
14. «Chicle Boy» (Robert Rodriguez) — 1:30
15. «Coup de Etat» (Robert Rodriguez) — 3:02
16. «El Mariachi» (Robert Rodriguez) — 1:22
17. «Siente Mi Amor» (Salma Hayek) — 4:24
18. «Cuka Rocka» («Chingon») — 1:44

## Прокат
Кассовые сборы:
- в США: 56 359 780 долларов[1];
- в мире: 98 185 582 долларов[1].

## Критика
Хотя фильм и получил в большинстве своём позитивные отзывы, критику вызвало уменьшение значимости Музыканта (Антонио Бандерас), отодвинутого на роль практически второстепенного персонажа в его же собственной трилогии, а также ненужные хитросплетения сюжета.
Персонаж Бандераса больше не является единственным главным героем, практически сравнявшись в значимости с героем Джонни Деппа. Драматический компонент оказался более углублённым и лучше реализованным, чем в предыдущем фильме.